# Emergence (2022)
 (août 2025).
Si vous disposez d'ouvrages ou d'articles de référence ou si vous connaissez des sites web de qualité traitant du thème abordé ici, merci de compléter l'article en donnant les références utiles à sa vérifiabilité et en les liant à la section « Notes et références ».
Pour les articles homonymes, voir Homecoming.
Emergence (2022) est un évènement de catch professionnel produit par la fédération américaine Impact Wrestling. Il se déroula le 12 août 2022 au Cicero Stadium à Chicago dans l'Illinois. Il s'agit du troisième évènement de la chronologie des Emergence. Il fut diffusé exclusivement sur Impact Plus.

## Contexte
Cet événement de catch professionnel présente différents matchs impliquant des catcheurs heel (méchant) et face (gentil), ils combattent sous un script écrit à l'avance.

## Tableaux des matchs
| Ordre par numéros | Résultat | Stipulation(s) | Temps |
| --- | --- | --- | ----- |
| 1P | Brian Myers (c) bat Bhupinder Gujjar | Match simple pour le Impact Digital Media Championship | 7:21  |
| 2P | VXT (Chelsea Green et Deonna Purrazzo) battent Rosemary et Taya Valkyrie (avec Jessicka Havok) (c)                                                                               | Tag Team match pour les Impact Knockouts Tag Team Championship | 8:00  |
| 3 | Mike Bailey (c) contre Jack Evans | Match Simple pour le Impact X Division Championship | 12:38 |
| 4 | Violent by Design (Eric Young et Joe Doering) (avec Deaner) battent Chris Sabin et KUSHIDA                                                                                       | Tag Team match | 12:42 |
| 5 | Bandido contre Rey Horus | Lucha Libre AAA Attraction match | 12:56 |
| 6 | Sami Callihan contre Steve Maclin | No Disqualification match | 11:21 |
| 7 | Honor No More (Eddie Edwards, Matt Taven, Mike Bennett, PCO et Vincent) (avec Maria Kanellis) battent Bullet Club (Ace Austin, Chris Bey, Doc Gallows, Hikuleo et Karl Anderson) | 10-man tag team match. Si Bullet Club gagne, Honor No More doivent se séparer, Si Honor No More gagne, ils obtiendront une opportunité aux Impact World Tag Team Championship | 15:48 |
| 8 | Jordynne Grace (c) bat Mia Yim | Match Simple pour le Impact Knockouts Championship | 13:25 |
| 9 | Josh Alexander (c) bat Alex Shelley | Match Simple pour le Impact World Championship | 27:29 |
| La lettre C placée entre parenthèses désigne la personne ou l’équipe championne en titre. P – indique que le match a eu lieu lors du pré-show | | |       |